# 上海东方汇理银行大楼
东方汇理银行大楼（外滩），后曾改称东方大楼，是法资东方汇理银行（Banque de l'Indochine）在中国上海建造的分行大楼，位于今上海外滩，南邻格林邮船大楼。大楼选址于当时上海公共租界的外滩29号，启建于1911年，由英商通和洋行设计，协盛营造厂承建，并在1914年建成。目前，进驻此建筑的是光大银行外滩支行。1989年，大楼入选第一批上海市优秀历史建筑。
值得注意的是，大楼是外滩建筑群中唯一一幢由法国人出资建造的，也是目前唯一一幢只有三层的大楼。而且，其平均层高达7米多，是外滩建筑中平均层高最高的建筑。

## 历史

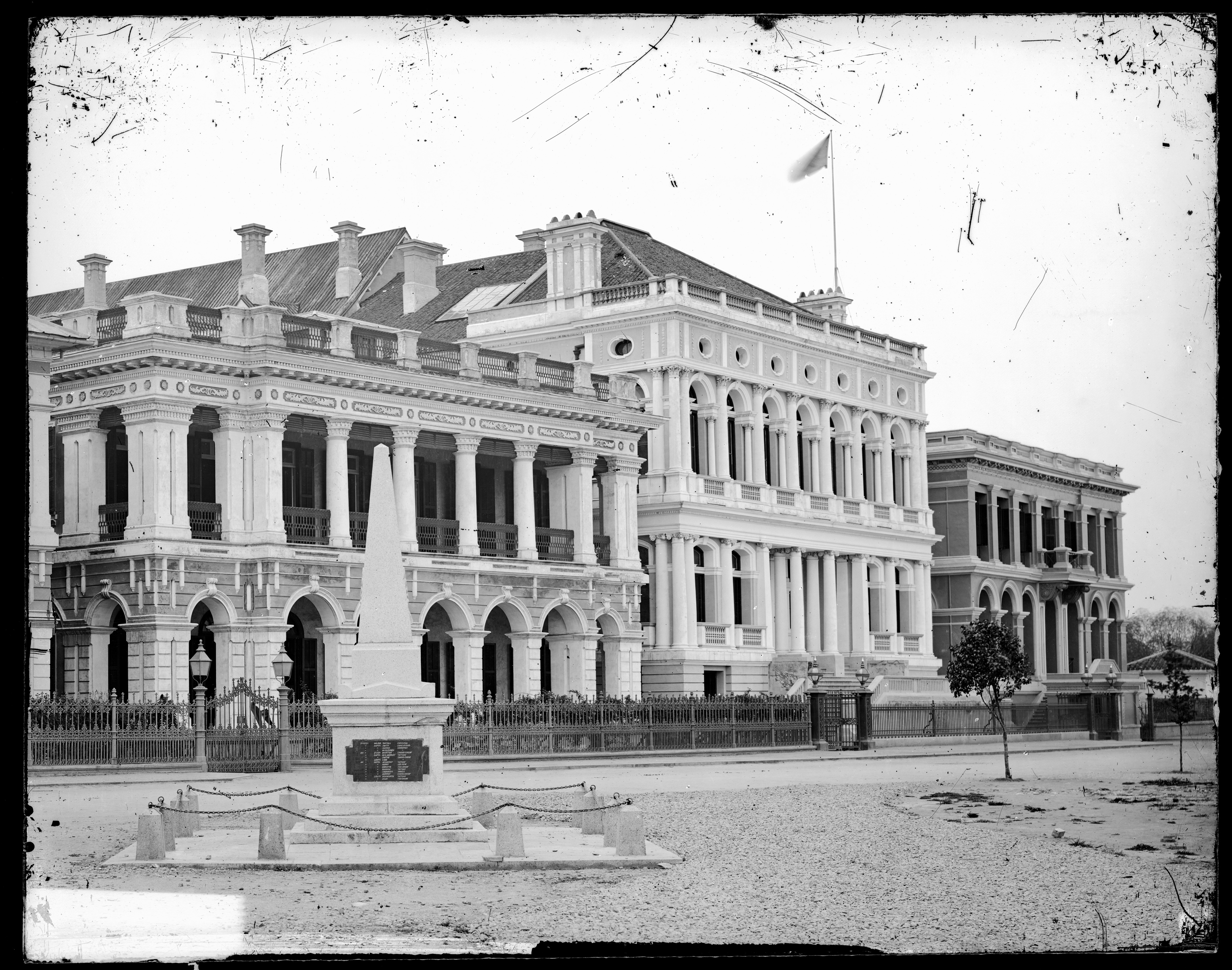
左起︰禅臣洋行、东方汇理银行、共济会大楼，拍攝於1871年

1889年，东方汇理银行在上海设立分行，起初在上海法租界内。在东方汇理银行进入上海之前，华俄道胜银行和东方汇理银行的主要股东之一——法国贴现银行就已经拥有了外滩29号的地皮。故，在东方汇理银行入驻之前，这里由华俄道胜银行使用。1907年，华俄道胜银行迁入外滩15号，东方汇理银行便进驻这里。1911年，该行将原楼拆除重建，新楼在1914年建成使用。第二次世界大战爆发后，因法国成立维希政府，所以东方汇理银行上海分行得以继续营业。1956年，该楼被房管局接管，改名东方大楼，曾由上海市公安局交通处使用。

## 建筑特色
东方汇理银行大楼高21.6米，3层，占地1236平方米，建筑面积2772平方米，钢筋混凝土框架，文艺复兴式建筑。立面构图采用三段体，花岗石墙面，表面上嵌有不少浮雕，包括门窗额、墙面最高处和柱头上。底层4扇大窗处理成为高大的拱门，钢窗装饰，拱窗之上均有雕塑。入口门廊有巴洛克风格的折断山花，圆形立柱列于两旁。二三层中部还有贯通的爱奥尼式柱2根。大楼内部，以大理石装修，楼梯居中，上有玻璃顶棚，营业大厅采光良好。

## 圖片
- 东方汇理银行大楼旧景
- 2012年的东方汇理银行大楼
- 东方汇理银行大楼全国重点文物保护单位标志